# Cylindrobulla schuppi
Cylindrobulla schuppi is een slakkensoort uit de familie van de Cylindrobullidae. De wetenschappelijke naam van de soort is voor het eerst geldig gepubliceerd in 2014 door Laetz, Christa, Händeler en Wägele.